# Hoods
Die Hoods, auch bekannt als Sacto Hoods, sind eine US-amerikanische Hardcore-Band, die 1995 von Mike Hood in Sacramento, Kalifornien gegründet wurde. Stilistisch verbinden die Hoods Punk- und Metal-Elemente.
Mike Hood veröffentlichte erste Aufnahmen der Band auf einigen kleineren Labels und auf Compilations seines eigenen Labels West Coast Worldwide, bevor die Hoods 2001 bei Victory Records unterschrieben. Das zweite Victory-Album Prey for Death prangert Alkoholismus, Drogenmissbrauch und Korruption an, für das Cover-Design zeichnete Sean Taggert verantwortlich, der unter anderem auch für Agnostic Front tätig war.

## Diskografie
- 1997: New Blood (12″, Gain Grounds)
- 1998: Alone (EP, Break Out Records)
- 1998: New Blood (Gain Grounds)
- 1999: Contenders for the Crown (Kompilation, Westcoast Worldwide)
- 2000: Three Way Split (Kompilation, Westcoast Worldwide)
- 2000: Endless Pain
- 2001: Worldwide (Kompilation, Westcoast Worldwide)
- 2001: Time... The Destroyer (Victory Records)
- 2003: Pray for Death (Victory Records)
- 2004: Hoods/Freya (Victory Records)
- 2005: Demonstration 2005
- 2005: The King Is Dead (Eulogy Records)
- 2007: Ghetto Blaster (Eulogy Records)
- 2009: Pit Beast (I Scream Records)